# Realidad (obra de teatro)
Realidad es una obra de teatro en cinco actos de Benito Pérez Galdós, estrenada el 15 de marzo de 1892. Se trata de una adaptación de la novela homónima del mismo autor, publicada en agosto de 1889.

## Argumento
En el Madrid burgués de finales del siglo XIX, el matrimonio formado por Tomás Orozco y Augusta Cisneros está a punto de sucumbir a causa del adulterio de ella con Federico Viera, difundido ya por los corrillos de la capital.

## Principales representaciones
- Teatro de la Comedia de Madrid, el 15 de marzo de 1892.[2] "Augusta" fue interpretada por María Guerrero, con Miguel Cepillo como "Orozco" y Emilio Thuillier en el papel de "Viera".
- En 1904 la representó la compañía de Rosario Pino, con José Tallaví en el papel de "Orozco".
- En 2009 el personaje de "Augusta" lo recogió Cristina Higueras en Galdosiana, con David Sentinella como "Orozco".

## Adaptaciones cinematográficas
- La mujer ajena, dirigida por Juan Bustillo Oro, 1954.